# TSG 1899 Hoffenheim
TSG 1899 Hoffenheim (numele complet în germană Turn- und Sportgemeinschaft 1899 Hoffenheim e. V.) este un club de fotbal din localitatea Hoffenheim (3.300 locuitor), o suburbie a orașului Sinsheim. După ce în anul 2000 se afla în al cincilea eșalon al fotbalului german, echipa a avut o ascensiune fulminantă, în 2008 obținând promovarea în Bundesliga, prima ligă de fotbal din Germania.

## Lotul sezonului 2025-2026
La 5 august 2025. 
| Nr. |               | Poziție | Jucător                  |
| --- | ------------- | ------- | ------------------------ |
| 1   | Germania      | P       | Oliver Baumann (captain) |
| 2   | Cehia         | F       | Robin Hranáč             |
| 4   | Germania      | F       | Tim Drexler              |
| 5   | Turcia        | F       | Ozan Kabak               |
| 6   | Germania      | M       | Grischa Prömel           |
| 7   | Elveția       | M       | Leon Avdullahu           |
| 8   | Germania      | M       | Dennis Geiger            |
| 9   | Togo          | A       | Ihlas Bebou              |
| 10  | Germania      | M       | Muhammed Damar           |
| 11  | Kosovo        | A       | Fisnik Asllani           |
| 13  | Brazilia      | F       | Bernardo                 |
| 14  | Nigeria       | A       | Gift Orban               |
| 15  | Franța        | F       | Valentin Gendrey         |
| 17  | Germania      | M       | Umut Tohumcu             |
| 18  | Țările de Jos | M       | Wouter Burger            |
| 19  | Germania      | A       | Tim Lemperle             |

| Nr. |                  | Poziție | Jucător            |
| --- | ---------------- | ------- | ------------------ |
| 20  | Germania         | M       | Finn Ole Becker    |
| 22  | Austria          | M       | Alexander Prass    |
| 23  | Cehia            | A       | Adam Hložek        |
| 25  | Nigeria          | F       | Kevin Akpoguma     |
| 27  | Croația          | A       | Andrej Kramarić    |
| 28  | Japonia          | F       | Kōki Machida       |
| 29  | Coasta de Fildeș | A       | Bazoumana Touré    |
| 31  | Austria          | M       | Florian Grillitsch |
| 32  | Germania         | A       | Mërgim Berisha     |
| 33  | Germania         | A       | Max Moerstedt      |
| 35  | Brazilia         | F       | Arthur Chaves      |
| 36  | Islanda          | P       | Lúkas Petersson    |
| 37  | Germania         | P       | Luca Philipp       |
| 38  | Germania         | A       | Deniz Zeitler      |
| 52  | Franța           | A       | David Mokwa        |
|     | Cehia            | F       | Vladimír Coufal    |

### Împrumutați
| Nr. |          | Poziție | Jucător                                                       |
| --- | -------- | ------- | ------------------------------------------------------------- |
|     | Germania | P       | Nahuel Noll (la Hannover 96 până pe 30 iunie 2026)            |
|     | Franța   | F       | Stanley Nsoki (la Union Berlin până pe 30 iunie 2026)         |
|     | Ungaria  | F       | Attila Szalai (la Kasımpașa până pe 30 iunie 2026)            |
|     | Austria  | M       | Florian Micheler (la Arminia Bielefeld până pe 30 iunie 2026) |

| Nr. |                       | Poziție | Jucător                                                             |
| --- | --------------------- | ------- | ------------------------------------------------------------------- |
|     | Germania              | A       | Bambasé Conté (la SV Elversberg până pe 30 iunie 2026)              |
|     | Bosnia și Herțegovina | A       | Haris Tabaković (la Borussia Mönchengladbach până pe 30 iunie 2026) |
|     | Turcia                | A       | Erencan Yardımcı (la Eintracht Braunschweig până pe 30 iunie 2026)  |

## Foști antrenori
| Antrenor               | Startul mandatului | Finalul mandatului |
| ---------------------- | ------------------ | ------------------ |
| Hans-Dieter Flick      | 1 iulie 2000       | 19 noiembrie 2005  |
| Roland Dickgießer      | 19 noiembrie 2005  | 23 decembrie 2005  |
| Lorenz-Günther Köstner | 10 ianuarie 2006   | 24 mai 2006        |
| Alfred Schön           | 24 mai 2006        | 30 iunie 2006      |
| Ralf Rangnick          | 1 iulie 2006       | 1 ianuarie 2011    |